# 스오촌
스오촌(周防村)은 야마구치현 구마게군에 설치되었던 촌이다. 현재의 히카리시에 해당한다.